# Alfred Hjelmérus
Alfred Hjelmérus, född den 13 juli 1859 i Jälluntofta socken, Jönköpings län, död den 18 augusti 1940 i Härnösand, var en svensk skolman. Han var bror till Johan Hjelmérus och far till Karl Gustav Hjelmérus.
Hjelmérus blev filosofie kandidat vid Lunds universitet 1882, filosofie licentiat 1888 och filosofie doktor 1889. Han disputerade inför domkapitlen i Växjö och Linköping 1891 samt inför teologiska fakulteten vid Lunds universitet 1895. Hjelmérus blev filosofie jubeldoktor 1939. Han var extra ordinarie biblioteksman 1884–1886 och lektor i kristendomskunskap och filosofi samt ledamot av domkapitlet i Härnösand 1919–1924. Hjelmérus var flitigt verksam som föreläsare och skriftställare. Han en av de drivande krafterna i Västerbottens hembygdsforskning och utgav ett tjugotal häften till Västerbottens historia och beskrivning.